# Путовање у времену
Путовање у времену (итал. Tempo di Viaggio) јесте дугометражни документарни филм који приказује путовање по Италији редитеља Андреја Тарковског са сценаристом Тонином Гвером, током припреме за снимање филма Носталгија. Поред припрема за филм, њихови разговори покривају широк спектар питања, било да се ради о снимању филмова или на друге теме. Тарковски у филму представља своју филмску филозофију и дивљење према филмовима, између осталог: Роберта Бресона, Жана Вига, Микеланђела Антонионија, Федерика Фелинија, Сергеја Параџанова и Ингмара Бергмана.
Филм је приказан у секцији Un Certain Regard Филмског фестивала у Кану 1995.

## Слични документарни филмови
Ово је једини документарац о Андреју Тарковском који је такође корежирао Тарковски, иако је снимљено још неколико десетина документарних филмова о њему. Најзначајнији су Један дан из живота Андреја Арсенејевича Криса Маркера, Московска елегија Александра Сокурова, Опозив сина Тарковског Андреја млађег и Режира Андреј Тарковски) Михала Лешчиловског, монтажера филма Жртвовања Тарковског.
Тарковски је такође представљен у бројним документарним филмовима о историји кинематографије или о занатском и уметничком процесу снимања филмова.